# 道德虛無主義
道德虚无主义（英語：或），一種道德觀，认为没有什么本质上是道德或不道德的。例如，一个道德虚无主义者会说，杀人——无论出于何种原因——本身既无固有的正确性，亦无固有的错误性。道德虚无主义者认为道德来自于构建，它是一套人造的复杂规则和建议。道德信奉者可能在心理、社会或经济上占据优势，但道德本身不具有絕對實在性，它甚至不具有相对實在性。
道德虚无主义既不同于道德相对主义，也不同于道德普遍主义。道德相对主义允许道德在不同文化或个人间的陳述差异，它认为根据条件不同，道德称述可以為真，也可以為假，但道德虛無主義認為，道德陳述在任何意義上都沒有真值；道德普遍主义则认为道德陈述具有客观意义上的真假。道德虚无主义意味着道德怀疑主义（或道德懷疑論）。

## 形式
据辛诺特-阿姆斯特朗（Sinnott-Armstrong，2006A）的观点，道德虚无主义的基本论点是：“没有什么是不道德的。”（§3.4）。然而，这个论点存在多种表达形式。道德虚无主义有两种重要的表达形式：錯誤理论和表達主义。

### 表達主义
道德虚无主义的表现形式之一是表达主义。表达主义否定“道德判断试图对道德特质进行描述”的观点。表达主义者认为，当某人说某事不道德（immoral）时，他并未论及此事的对错；人们作道德判断时，仅是表达情感，而非陈述事实。“我们没在卖力地说，嘿，世界是这个样子的。我们没在起劲地唱，瞧，这些行为，动机，政策里具有这样的道德特质。恰恰相反，我们在发泄自己的情绪，或是指挥他人以某种方式行事。比如说，当我们谴责酷刑时，我们这么做——表达反对，道出厌恶，抗议执行，鼓动他人参与抗议。我们可以做这么多事，其间不必有真假。”
因此表达主义归属于非认知主义。道德上的非认知主义认为，道德陈述缺乏真值。

### 錯誤理論
约翰·莱斯利·麦基於1977年出版了《倫理學：發明對與錯》，當中提出了錯誤理論。
錯誤理論建立在三個原則之下：
1. 這個世界不存在客觀對錯的道德價值；
2. 因此沒有道德判斷為真；
3. 我們試圖以道德判斷描述事物客觀的道德價值，但總是錯誤的。[1]

因此，當我們思考事物的道德特質時，我們總是掉入錯誤中。當我們做成道德判斷時我們試圖陳述真理。但因為沒有道德真理，所有我們的道德主張都是錯誤的。這三個原則推導出沒有道德知識的結論。知識需要真理為要件。如果沒有道德真理，那麼就沒有道德知識。因此道德價值純粹是空想。
錯誤理論結合了認知論中道德語言由傾向真理的語句組成之主張以及虛無主義理論中沒有道德事實的主張。如通虛無主義本身，錯誤理論有多種形式：總體錯誤、預設錯誤。

## 评论
对于道德虚无主义最突出的论证是由约翰·莱斯利·麦基提出的“奇特论证（argument from queerness）”。麦基认为世界上不存在有客观的价值，他说：
如果真的存在客观价值，那么它们将会是一种非常奇怪的实体，它们与我们所认识的，宇宙中的任何其他事物完全不同。
既然这种实体是如此奇特，那么人们就有理由认为它们不应该存在。
Mark Timmons 在作品《无基础的道德：对道德语境主义的辩护》中使用了两种相关的论证重新构建了麦基的观点。他的论证基础是建立在对不符合哲学自然主义的属性、事实和关系的拒斥之上的。他认为“任何事物，包括所有的特定事件、事实、属性等等都位于物理世界之中，都是科学的研究对象。”随后，Timmons 补充道，“这种观点在当代哲学中的强大吸引力无疑源于现代科学的兴起，以及科学是发现现实本质的最佳途径的信念。”
Timmons 认为，道德被认为是奇特的原因如下：
- 当我们在日常道德讨论寻求其内在本质时，我们往往会认为这些本质是“某种为我们提供理由，并驱使我们行动的东西，这些东西独立于我们的欲望与好恶而存在。”——这种本质不符合哲学自然主义的主张。
- 鉴于客观的道德属性应当与自然属性（例如生物学或是心理学）存在随附关系，那么道德属性与自然属性的关系在形而上学层面上就是神秘的，这不符合哲学自然主义。
- 当人们支持道德的客观性，他们也就支持了那些奇特的属性、事实与关系，那么他们还必须为人类假设一种奇特的能力，以使我们通过这些能力来认识道德的奇特属性。

对于上述理论，克里斯汀·柯斯嘉德回应说：
当然存在符合这些标准的实体。不错，它们是古怪的，并且我们对它们的认识方式与其他任何东西都不一样。这并不意味着它们不存在.......因为这些事物是人类生活中最熟悉的东西：他们是人，以及其它动物。
对该理论的其它批评指出，由于这种道德实体必须与我们日常的经验完全不同——因此假定它们位于我们的经验范围以外——于是我们就无法以明显的理由去怀疑或肯定它们的存在；因此，假如有人能够从独立的基础来论证它们的存在（例如使用归谬法的反证），那么奇特论证就不能给出一个合理的理由来使我们改变此观点。Akeel Bilgrami 等人已经按照这些思路提供了一个论据。
Gilbert Harman 认为，我们不必求助于客观价值的存在来解释我们的“道德观察”。